# تنغ كوشك (بهمئي غرمسيري الشمالي)
تنغ کوشك (بالفارسية: تنگ کوشک) هي قرية تقع في إيران في قسم بهمئي غرمسیري الشمالي الريفي.